# Уимблдонский турнир 2008
Уимблдонский турнир 2008 — 122-й розыгрыш ежегодного профессионального теннисного турнира серии Большого шлема, проводящегося в Уимблдоне (Лондон, Великобритания) на кортах местного «Всеанглийского клуба лаун-тенниса и крокета». Традиционно выявляются победители соревнования в девяти разрядах: в пяти — у взрослых и четырёх — у старших юниоров.
В 2008 году матчи основных сеток прошли с 23 июня по 6 июля. Соревнование традиционно завершало основной сезон турниров серии на данном покрытии.
Прошлогодние победители среди взрослых:
- мужчины, одиночный разряд —  Роджер Федерер
- женщины, одиночный разряд —  Винус Уильямс
- мужчины, парный разряд —  Арно Клеман и  Микаэль Льодра
- женщины, парный разряд —  Кара Блэк и  Лизель Хубер
- смешанный парный разряд —  Елена Янкович и  Джейми Маррей

## Соревнования

### Взрослые

#### Мужчины. Одиночный разряд
Рафаэль Надаль обыграл  Роджера Федерера со счётом 6-4, 6-4, 6-7(5), 6-7(8), 9-7.
- Надаль выигрывает 2-й титул в сезоне и 5-й за карьеру на соревнованиях серии.
- Федерер уступает 2-й финал в сезоне и 4-й за карьеру на соревнованиях серии.

#### Женщины. Одиночный разряд
Винус Уильямс обыграла  Серену Уильямс со счётом 7-5, 6-4.
- Винус выигрывает 1-й титул в сезоне и 7-й за карьеру на соревнованиях серии.
- Серена уступает 1-й финал в сезоне и 3-й за карьеру на соревнованиях серии.

#### Мужчины. Парный разряд
Даниэль Нестор /  Ненад Зимонич обыграли  Йонаса Бьоркмана /  Кевина Ульетта со счётом 7-6(12), 6-7(3), 6-3, 6-3.
- Нестор оформляет т. н. «карьерный Большой шлем» (титулы на всех четырёх турнирах серии за активную игровую карьеру).
- Зимонич с четвёртой попытки побеждает в финале соревнования серии.

#### Женщины. Парный разряд
Серена Уильямс /  Винус Уильямс обыграли  Лизу Реймонд /  Саманту Стосур со счётом 6-2, 6-2.
- сёстры выигрывают 1-й совместный титул в сезоне и 7-й за карьеру на соревнованиях серии.

#### Смешанный парный разряд
Саманта Стосур /  Боб Брайан обыграли  Катарину Среботник /  Майка Брайана со счётом 7-5, 6-4.
- Стосур выигрывает 1-й титул в сезоне и 2-й за карьеру на соревнованиях серии.
- Брайан выигрывает 2-й титул в сезоне и 5-й за карьеру на соревнованиях серии.

### Юниоры

#### Юноши. Одиночный турнир
Григор Димитров обыграл  Хенри Континена со счётом 7-5, 6-3.
- Димитров выигрывает свой первый (из двух) титул на турнирах серии.

#### Девушки. Одиночный турнир
Лора Робсон обыграла  Ноппаван Летчивакан со счётом 6-3, 3-6, 6-1.
- представительница Великобритании побеждает на домашнем турнире серии впервые с 1984 года.

#### Юноши. Парный турнир
Се Чжэнпэн /  Ян Цзунхуа обыграли  Мэтта Рида /  Бернарда Томича со счётом 6-4, 2-6, 12-10.
- мононациональная пара выигрывает британский турнир серии седьмой год подряд.

#### Девушки. Парный турнир
Полона Херцог /  Джессика Мур обыграли  Салли Пирс /  Изабеллу Холланд со счётом 6-3, 1-6, 6-2.
- дуэт Херцог / Мур выигрывает второе соревнование серии подряд.